# Claviger justinae
Claviger justinae – chrząszcz z rodziny kusakowatych, podrodziny Pselaphinae.

## Występowanie
Występuje w Azerbejdżanie.